# プレイガール (テレビドラマ)
『プレイガール』は、東映東京制作所が制作を担当し、1969年4月7日から1976年3月29日まで、毎週月曜日の21:00 - 21:56（JST）に東京12チャンネル（現：テレビ東京）で放映されたテレビドラマ。全358話（続編も含める）。続編の『プレイガールQ』、再放送の『プレイガール傑作シリーズ』も同時間帯で放映された。

## 概要
当時のセクシー女優が大挙出演し、当時流行のミニスカートから繰り出される前上段蹴りや、それに伴うパンチラ、メンバーのヌードシーンなどのお色気を前面に出し、オープニングのジングルは、黒地に唇、その右下に番組タイトルロゴが流れる。タイトルロゴは集英社の雑誌「週刊プレイボーイ」のものを流用している。サウンドロゴはケン・サンダースによる「プレイガール」というコールを低速再生した特徴的なものである。
東映映画本部長として東映作品のラインナップを事実上指揮していた岡田茂が当時、推進していたお色気路線を、テレビ向けにソフトにアレンジした。1964年開局の新興ネットワーク、東京12チャンネル（現：テレビ東京）の名物番組となり、これにより東映は全民放キー局すべての受注を果たした。
東映京都撮影所で撮影した『旅がらすくれないお仙』（NET、1968年10月～1969年9月）と共に、東映の東西撮影所で製作された作品が、時代劇及び現代劇における"女性ハレンチアクションドラマ"の先駆けとなった。当時のテレビ番組のお色気表現のエスカレートにも影響を与えた他、両作品の成功で以降、各局が"女性アクションドラマ"をこぞって製作した。一番の売りだったパンチラは、小川ローザの丸善石油のCM「Oh! モーレツ」が先行したものだったが、1969年10月からフジテレビで本作の丸パクリ番組『フラワーアクション009ノ1』が放送されるほどだった。
テレビシリーズ終了後の1992年には、テレビ東京が「プレイガール'92」を単発で放送。2003年には、東映ビデオが劇場用映画としてリメイク版を制作したものの、興行成績は振るわなかった。なお、2012年10月20日には、ファミリー劇場で「プレイガール2012」が放送されている。

## 企画経緯
戸川昌子の原案をテレビドラマ向けに脚色した女性版『ザ・ガードマン』と告知されていたが、1969年1月13日にあった製作発表会では職業は「女性国際秘密保険調査員」で、保険業務に絡む殺人事件などを解決する"女上位時代"のお色気アクションと発表された。また当初予定されていた立ち上げメンバーは、戸川昌子、沢たまき、應蘭芳、緑魔子、大原麗子の5人だったが、5人の女サムライは、沢たまき、緑魔子、應蘭芳、真理明美、桑原幸子に変更され、戸川昌子はボスになった。また製作発表時は1969年の4月からの放送で、曜日はまだ調整中と発表されたが、月曜日の夜9:00という激戦区での放送が決まった。第一話は1969年1月16日にクランクインし、サブタイトルは『情無用の女ども』から『男無用の女ども』に変更されている。
メンバーの職業は「女性国際秘密保険調査員」であるが、捜査に行くわ、逮捕はするわのメチャクチャで、男の夢を具象化した全員"峰不二子"みたいな設定。
東京12チャンネルは当時、科学教育の専門局であったが、1968年末に『ローラーゲーム』や女子プロレスの中継番組といった女性中心のスポーツ番組を放映し、特に1968年11月22日に放映した女子プロレス中継が22.3％という同局始まって以来の高視聴率を稼いだことから、次はテレビドラマに力を入れようという方針が打ち出され、お色気番組で実績を持つ東映に話が持ち掛けられた。段々、東映の持ち味とするエロと暴力の傾向が強くなり始めたことから、東京12チャンネルはかなり神経を使ったが、尻上がりに人気が上昇していくに連れ、これを黙認することになった。タイトルに使用された『プレイガール』は"プレイボーイ"の反対語なので、本来は"モテる女"を意味し、東京12チャンネルサイドとしては、女と男の夜の駆け引きを描きたいと考えていたが、やっぱり東映サイドが、事件を飾りものにし"女性上位時代"のお色気アクションに変貌させた。
初期の女性レギュラー出演者が9人もいたため、東映東京撮影所の女性専用トイレを慌てて増設した。前述のように立ち上げメンバーは5人（「おっかさん」こと天戸昌子を除く）だったが、第6話ではユーミンが「ランファンとマコが不在なら、自分とルナ子を入れると数が揃う」と主張（第4話で万智子が押しかけた際は、マコが海外に出張していたため、万智子を入れて実質5名だった）。後に人数枠は撤廃され（その代わり、全員で事件に当たるケースがなくなる模様）、メンバーを演じた女性は総勢22人に上る。
第一回放送の撮影で1969年1月21日に報道陣を集めて、東京サマーランドでメンバーの水着ロケが行われた。以降も新メンバーお披露目の際は、しばしばマスメディアを集めた水着撮影会が行われた。第一回放送に友情出演した美輪明宏は、戸川昌子と親しい間柄だったことからで、三島由紀夫の特別出演の予定も告知されていた。
前評判も悪く、当初は1969年秋までの26回の予定だったが、人気を稼いだことから、1970年3月までの延長が決まり、以降も人気を保ち、延長を重ねて5年半、全358話に及ぶ人気番組になった。東京12チャンネルとしては抜群の13～14％の視聴率を稼いだ。アポロ11号の打ち上げを放送した1969年7月20日の放送では、NHK総合の裏番組で12％の視聴率を稼ぎ、女の魅力健在を示し、業界関係者を驚かせた。
ゲスト出演したこともある口の悪い山城新伍は「二線級の女優さんばっかりで構成された『プレイガール』なる珍妙なテレビ映画が、にっくき12チャンネルなるローカル局中のローカル局で何年にもわたり、オン・エアされていたころ、安上がりな製作方法として、日本各地の観光協会とタイアップして、現地へ撮影隊を繰り出し、宿泊、食事に至るまで、無料で提供させ、そのかわりドラマの中で、ちゃっかりその土地のPRを行い、ギブ・アンド・テイクで作品を作っていく手法を取っていた。中にはロクにセリフを喋ったこともない俳優さんが、各地のタイアップを生まれ故郷とか親戚のツテとかで取ってくると、いきなり準主役に抜擢されるという浅ましい現状も度々…」などと述べている。
初期メンバーだった沢たまき、大信田礼子、范文雀らが売れ、特に出演時にはまだ新人だった范が、『サインはV』（TBS）の出演で忙しくなり、撮影時間が多く取れなくなったことから、第69話からの加入した西尾三枝子以降、メンバーチェンジが徐々に行われた。第14話から登場させた浜かおるは、身長161cm、B94cm、W59cm、H90cmと、当時"現役最大のボイン"とも言われただけに、新メンバー選定は、勿論、お色気は重要だが、プラス、アクションもカッコよくこなせることが条件であった。
お色気番組で世間からの風当たりも強く、東京12チャンネルは「科学教育局にあるまじき番組」などと批判を浴び続けた。1971年2月、東映東京撮影所から一番近い新興団地だった東久留米市の滝〇団地でロケをやろうとして公団から撮影許可も取り、撮影に使用する部屋の住民には謝礼も払っていたが、学童の下校時間に団地の芝生でパンティ丸出しでアクションシーンを撮ったりしたことで「子供の教育上よくない」と住民が怒り、団地の自治会から東映に抗議文が叩きつけられる事態となった。結局、1971年3月半ばに放送予定だった撮影回はお蔵入りになった。

## オリジナル版
最初のテレビシリーズ。1969年4月7日から1974年9月30日まで（全287話）。次回予告のナレーターは1話から第38話まで梅宮辰夫。第39話からはプレイガールメンバーが交代でナレーターを務めた。メンバーは全員、国際秘密保険調査員という肩書きを持つ。
肩書き通り保険金に絡む調査を行っており（第1話では「死亡保険金を得るための計画殺人」、第4話では「総額1億円の真珠の保険金と、5千万円の死亡保険金」）、第6話では「（事件に巻き込まれたが）保険金とは無関係な事件なので、警察に任せようか?」とオネエが仲間に相談する一幕もあった。後には「事件に巻き込まれる」という形で保険金に絡まない事件も手がけている。第4話での報酬が1500万円であったことから、保険金の1割が報酬と思われる。
当初は格闘技は必須の技能ではなかった（例：ユッコ）が、第6話以降、格闘のできない者は「足手まとい」と見なされ、ある程度の腕前が要求されるようになっている。銃の扱いも必要とされる。
1970年に「お色気系番組2本同時に放送するのは不要」として、本作を打ち切るか、『女子プロレス中継 世界選手権シリーズ』を打ち切るかの二者択一を迫られたが、最終的に東京12チャンネルの幹部は本作の放送継続を決定し、逆に『女子プロレス中継 世界選手権シリーズ』を打ち切りにした。
1974年に入った頃には視聴率が1ケタに下がる回も出て来たこともあって、テコ入れとして同年6月から大堀早苗、夏樹レナが加入したがその直後に9月での終了が決定。後番組には「より大型番組を作る」としていたが、結局続編となる『プレイガールQ』をスタートさせた。

### キャスト（役名）
キャラクター名は、ほとんどが演じた女優の名前に由来している（ユーミン・ダロワ、庭ルナ子は例外）。
メンバーは、当初は「おっかさん」と「オネエ」以外は、ほぼ同格だったが（第6話で、加入希望のルナ子に対し「敬語は使わない」とオネエが諭している）、メンバーの入れ替わりにより、年長者には「姉さん」とつけられるようになった（例：万智子姉さん、純子姉さん、ユッコ姉さん）。また、第199話では、万智子が三枝子に「三枝子さん」と呼びかけている（久しぶりに会ったルナ子に対しては呼び捨て）。
以下、「女優 / キャラクター」で表記する（複数の名前で紹介されているキャラクターがいるため）。
沢たまき / 沢村たまき
通称：オネエ
初代メンバーでリーダー。初期オープニング（第1話 - 第26話）では「ボス」と表記。
得意技はキックボクシング（第6話にて）。第4話ではセスナ機を操縦した。
戸川昌子 / 天戸昌子
通称：おっかさん（第1話にて、オネエ、ランファン、アケミより）、マダム（第1話にて、マコより）
第1話から第75話までのメンバー。出演は第1話と第18話のみ。
初期オープニング（第1話 - 第26話）では「影の女」とクレジットされる。推理作家。
メンバーを束ねる立場（オネエの上役に相当）で、第1話での依頼人への自己紹介は「保険調査エージェントのヘッド」。
「ヒロ」（演：丸山明宏、特別出演）と名乗る友人を持っている（第1話。会話の内容から、ヒロも推理作家と思われる）。
應蘭芳 / 蘭芳
通称：ランファン
初代メンバー（第1話 - 第52話）。香港生まれで東京育ち。
ドライビングテクニックは「A級ライセンス」と称する（第1話）。
緑魔子 / 一條マコ
通称：マコ
初代メンバー（第1話 - 第26話）。秋田出身。オープニングでは「男ぎらい」（原文ママ）と紹介されている。
真理明美 / 星明美
通称：アケミ
初代メンバー（第1話 - 第52話）。第6話では空手を披露。第52話では何の説明もなく姿を消すが、第148話ではプレイガールを辞めた後、結婚し一児の母親になり男の子の赤ちゃんを連れて久々にプレイガールのオフィスに姿を見せた。
桑原幸子 / 原幸子
通称：ユッコ
初代メンバー（第1話 - 第210話※第234話ゲスト出演）。初期オープニング（第1話 - 第26話）では「弱ムシ」（原文ママ）とされていたが、第6話でチェーンによる腕前を披露、格闘もこなすようになる。
八代万智子 / 五代万智子
通称：マチコ
初登場：第4話（ゲスト出演）
第4話からのメンバー。
初登場時は、別の事務所に所属する探偵だったが、オネエらとは既に面識があった。志願して調査に参加、最後に「報酬目当て」と明かした。
メンバー参加後はサブリーダー格となり、オネエに準じる存在となる。
ハン・ザ・摩耶→范文雀 / ユーミン・ダロワ
通称：ユーミン
初登場：第2話（ゲスト出演）
第6話から第63話までのメンバー。第145話、第187話(ゲスト出演)
オネエらとは旧知という設定。南の島にあるカルネシア王国の出身（バンコクから飛行機に搭乗した）。
第6話にて合気道を習いに再来日、ランファンとマコの不在を知り、ルナ子ともどもメンバーに志願する。第63話にて姿を消すが、第145話にて国際警察の秘密捜査員としてパリから帰国。由美子、きよみ、ミミと共に原子炉の設計図を収めたマイクロフィルムを巡る秘密調査員殺人事件を解決した後。由美子達に「オネエと万智子によろしく。」と伝え再びパリに戻った。
高毬子 / 庭（にわ）ルナ子
通称：ルナコ
初登場：第6話
第6話から第136話までのメンバー。第163話、第176話、第199話(ゲスト出演)
3年ぶりにパリから帰国。ユーミンと同じ飛行機に乗ったことからメンバーに入る。
得意技は急所潰し。
登場時は非常におっとりとして上品な態度だったが、メンバーに同化して性格があけすけで三枚目寄りになった。
第199話にてオネエが万智子とミミへ珍しい助っ人を送ると予告し、三枝子とともに万智子らの前に姿を現し、金塊密輸の秘密調査に協力した。
浜かおる / 古城かおる（浜川かおる）
通称：かおる
初登場：第14話
第14話からのメンバー。
ルナ子のパリ時代の友人で資産家の令嬢。財産目的が原因で命を狙われ、ルナ子等プレイガールのメンバーに調査を依頼。解決後メンバーに加入した。
得意技は空手と柔道。
大信田礼子 / 太田礼子
通称：レイコ
初登場：第51話
第52話から第85話までのメンバー。
熊本県出身。武芸百般に通じる（自称「日本一」の腕前）。探偵小説のファン。
師匠の殺人事件に巻き込まれ、犯人扱いされたことが切っ掛けでメンバーに入る。
- 武芸の詳細は、柔道、空手、合気道、馬術、槍、小太刀、水泳、弓、キックボクシング、と自己紹介した。このうち、柔道、空手、合気道については初登場のシーンで複数の男を相手に披露。
- ナイフ投げも披露したが、「まずリンゴを標的に投げ、それを狙ってナイフを投げ、リンゴごと的に命中させる」という腕前だった。

西尾三枝子 / 山尾三枝子
通称：ミーコ
初登場：第69話
第69話からのメンバー。
父親は国際警察極東支部課長でスパイ事件に絡む捜査でたまきと知り合う。父親と恋人で国際警察日本支部捜査官だった北村健二(演:高城丈二)を亡くし傷心していたが、たまきの励ましによりプレイガールメンバーに加入した。
片山由美子 / 片岡由美子
通称：ユミコ
初登場：第75話
第75話からのメンバー。
幼い頃に両親を亡くした孤児。岩手県にある遠縁の片岡農場に預けられ、養女として育てられた。特技は乗馬、ライフル、投げ縄、ナイフ投げ。義父の死後義姉３人の遺産争いに巻き込まれるが、遺書の開封に立合った万智子の押し掛け助手として上京。同時にプレイガールメンバーに加入した。
深田ミミ / 田村ミミ（深井ミミ、深沢ミミ）
通称：ミミ
初登場：第111話
第111話からのメンバー。
北海道知床出身。両親を早くに亡くし、兄の修一と共に祖父に育てられる。祖父の亡きあと、東京に出稼ぎに出た修一を探しに上京し、再会を果たすが、修一はユカリ(演:六本木はるみ)というゲイボーイになっており。ゲイボーイを拉致してヨーロッパに売り飛ばそうとする暴力団の人身売買事件に巻き込まれ絶命した。事件解決後プレイガールのメンバーに加入する。空手黒帯。推理小説のファンで中期メンバーでは若手の部類に入る（初登場の第111話時点で17歳の設定）。
太田きよみ / 一条きよみ
通称：きよみ
初登場：第113話
第113話から第194話までのメンバー。
大菩薩峠にある神社の娘。先祖代々神社に奉納されている奉納刀の盗難事件でプレイガールメンバーと知り合い、共に犯人を探し出し事件を解決後。父で神主の一条(演:宇佐美淳也)からの勧めで、武者修行を兼ねプレイガールのメンバーに加入した。
特技の剣術は免許皆伝の腕前であり吹き矢の達人でもある。
渡辺やよい / 田辺やよい
通称：やよい
初登場：第162話
第162話からのメンバー。
八丈島出身。元海女。
父とその友人の死に金塊密輸が絡んでおり、その復讐を切っ掛けにメンバーに入る。10年前に島を出た、田辺竜夫（演：梅宮辰夫）というヤクザの兄がいる。帰ってきた兄は妹には名乗らず、父の仇を討った。自首する直前に、万智子とユッコに妹を託す（口止めもしている）。
宮園純子 / 宮野純子
通称：ジュンコ
初登場：第171話
第171話から第259話までのメンバー。
博多出身。
博多の博徒宮野組組長・宮野荘平の娘で恋仲だった宮野組の代貸し・松木(演:松原光二)を婚礼当日に岩崎(演:上野山功一)に暗殺され組を解散して一匹狼女賭博師として仇の岩崎を探すため全国を渡り歩く。
旅先の横浜で貴金属密輸の調査に来た万智子とユッコと出会う。
岩崎と貴金属密輸の一味で岩崎の背後にいた金山組組長(演:高品格)一味を一網打尽にした後プレイガールのメンバーになる。
プレイガール加入後万智子と同じくオネエに準じる存在。
八並映子 / 三波映子
通称：エイコ
初登場：第199話
第199話からのメンバー。
元マジシャン（海中縄抜け、火の輪くぐり等）。パートナーの木原伸夫（演：山口暁）と世界中を巡業していた。
千葉県御宿町のホテルでの興行の際、金塊密輸に強引にスカウトされ、木原を失う。万智子らに助けられ、事件解決後、メンバーから「心の傷が治ったら私たち(プレイガールオフィス)を尋ねてらっしゃい。(万智子)」、「一緒に仕事しよう。待ってるわ。(三枝子)」、「一日も早く、ね。(ミミ)」と誘われ、プレイガールのメンバーに加入した。マジシャン出身の為か側転などを多用したアクロバティックな立回りを得意とする。
ひし美ゆり子 / 菱田ゆり子
通称：ユリコ
初登場：第217話
第217話から第286話までのメンバー。
一年前に姉が男を作って家出し、さらに、息子がひき逃げで殺されていた。姉の夫である義兄と同居しており、近所では再婚の噂が立っている。
- 事件解決後、義兄と共に歩んでいくかどうかの選択を迫られ、純子の提案でコイントスで決めた（しかし、純子の用意したコインは「両方オモテ」というイカサマコインであり、しかも「オモテが出たら」という条件を出したのも純子だった。直後に由美子が気づき、驚いていた）。

東三千 / 東田みち子
通称：ミチコ
初登場：第241話
第241話からのメンバー。
大阪出身。普段から関西弁を話す。格闘術にたける。
兄の松吉（演：横山あきお）から手紙があり、天橋立にあるホテルで女中をしながら兄との再会を待っていた。
父親は有名な柔道家で弟子が千人近くいる道場を大阪で営んでいたが、5年前に亡くなり、松吉が跡を継いだ。しかし、松吉は弟子に見放され道場を売ったり、庄田組のヤクザ鬼頭善吉（演：山城新伍）から500万円持ち逃げし、金庫からお金を盗もうとしたが、純子らと一緒にいたみち子から説得され改心し、お金を持ち出さずに帳簿を警察へ持ち込もうとしたが、みち子をかばって関東のヤクザ張本組組長張本（演：山本廉）に撃たれて松吉が亡くなる。のちに純子らが張本を倒し事件解決後、メンバーとなる。
- 事件解決後、一足先にプレイガールオフィスに乗り込んで、純子に「うちお姉さんたちと一緒にひと暴れしようと思いまして」と言ってみち子自らプレイガールオフィスのメンバーに入る。

大堀早苗 / 小堀早苗
通称：サナエ
初登場：第270話
第270話からのメンバー。
東京出身。兄の次郎は麻薬捜査官である。
突然消息を絶った次郎を探しに千葉県御宿海岸までやってきた。そこでたまきらプレイガールメンバーと出会い、銀蝶会の麻薬取引を阻止した。だが、次郎は既に組織の手で殺害されていた。
- 事件解決後、兄を失った悲しみに暮れる最中、たまきの誘いでプレイガールのメンバーとなる。
- 黒革の衣装に身を包み、鞭を振うボンテージダンサーとしての顔を持つ。アクションの際は、鞭を振るって攻撃する。

夏樹レナ / 夏井レナ
通称：レナ
初登場：第270話
第270話からのメンバー。（ただし、冒頭のメンバー紹介には登場しない）
千葉県御宿海岸出身の元海女。
御宿海岸で祖母と2人暮らしをしていたが、両親が早くに亡くしている。しかし、東京への憧れが強くなるなか、偶然御宿に来ていた早苗に出会い、都会的センスに惹かれ、早苗を姉と慕うようになった。また、早苗の兄次郎の遺体発見をサポートした。
- 事件解決後、早苗がプレイガールのメンバーになると同時に上京し、早苗のサポートをしながらプレイガールオフィスで保険調査エージェントを手伝うようになった。

※OPクレジット順
第1話から第26話まで:オネエ、蘭芳、マコ、明美、ユッコ、おっかさん
第27話から第52話まで:万智子、明美、ユーミン、かおる、ユッコ、ルナ子、蘭芳、オネエ、おっかさん
第53話から第69話:オネエ、万智子、ユッコ、ユーミン、ルナ子、かおる、礼子
第70話から第75話までと第80話:オネエ、万智子、ユッコ、ユーミン、ルナ子、ミーコ、かおる、礼子
第76話から79話までと第81話から第113話まで:オネエ、礼子、ミーコ、かおる、由美子、ルナ子、ユッコ、万智子
第114話から第162話まで:きよみ、ミミ、由美子、ルナ子、かおる、ミーコ、ユッコ、万智子、オネエ
第163話から第171話まで:万智子、ミーコ、由美子、ミミ、きよみ、やよい、かおる、ユッコ、オネエ
第172話から第199話まで:万智子、ユッコ、かおる、やよい、ミミ、きよみ、由美子、ミーコ、純子、オネエ
第200話から第217話まで:万智子、ユッコ、かおる、やよい、ミミ、映子、由美子、ミーコ、純子、オネエ
第218話から第241話まで:万智子、映子、かおる、やよい、ミミ、ゆり子、由美子、ミーコ、純子、オネエ
第242話から第270話まで:万智子、映子、かおる、やよい、ミミ、ゆり子、みち子、由美子、ミーコ、純子、オネエ
第271話から第287話まで:万智子、映子、かおる、やよい、ミミ、ゆり子、みち子、由美子、ミーコ、早苗、オネエ
※ED登場順
第27話から第52話まで:オネエ→→蘭芳→→万智子→→ルナ子→ユーミン→ユッコ→かおる
第53話から第63話まで:オネエ→→礼子→→万智子→→ルナ子→ユーミン→ユッコ→かおる
第83話から第113話まで:オネエ→→礼子→ミーコ→万智子→→ルナ子→由美子→ユッコ→かおる
第163話から第171話まで:オネエ→ミーコ→きよみ→ユミコ→やよい→ミミ→ユッコ→かおる→→万智子
第200話から第217話まで:オネエ→ミーコ→映子→由美子→やよい→→ミミ→ユッコ→かおる→純子→万智子
第242話から第270話まで:オネエ→ミーコ→映子→由美子→やよい→みち子→ミミ→ゆり子→かおる→純子→万智子
第271話から第287話まで:オネエ→ミーコ→映子→由美子→やよい→みち子→ミミ→ゆり子→かおる→早苗→万智子

### スタッフ
- 製作：東京12チャンネル、東映
- プロデューサー：吉野誠一、大久保忠幸、阿部征司、吉村晴夫（以上東映）、東陽、岡哲男、近藤伯雄、山崎晨平、神山安平（以上東京12チャンネル）
- 脚本：伊上勝、島崎喜美男、押川国秋、舟橋和郎、松田寛夫、山崎巌、宮下教雄、吉田進、長谷川公之、滝沢真里、石森史郎、津田幸夫、大原清秀 ほか
- 音楽：山下毅雄
- 撮影：高梨昇、林七郎、瀬尾脩、岡田公直、吉田重業、坪井誠、加藤弘章、星島一郎、山本修右、椎塚彰、吉田重成、小林武治、山本矩雄、萩原泉、秋元茂、藤本茂、猪熊雅太郎、藤井静、相原義晴 ほか
- 照明：銀屋謙蔵、酒井信雄、山本辰雄、元持秀雄、森沢淑明、植竹栄作、川崎保之丞、小林和夫、山崎幸一、桑名史郎、太田耕治、鈴木勝政、桜井英昭、大町博信、井上英二、斎藤久、吉岡伝吉、小林恒雄、高橋弘、城田昌貞 ほか
- 助監督：杉野清史、富田義治、小林義明、島崎貴美男、小菅宣生、堀長文、大櫛敬介、原田雄一、山崎充朗、末延美典、小松範任、館野彰、福岡ゆたか、上杉健、植田泰治、前川洋之、倉橋隆志、田谷富男、神野智、中島芳人、長谷川洋、小松茂、清水徳三、坂本太郎、稲垣信明、中津川勲、青木弘司、小笠原猛、市古聖智、横井洋 ほか
- 録音：北條照二、長井幹夫、大家忠男、織本道雄、岩橋哲夫、秋本彰、太平スタジオ、KTS ほか
- 美術：安井丸男、真川豊、北郷久典、川村晴通、河村寅次郎、坪井輝彦、井上明、滋野清美、安田邦宜、大晃商会 ほか
- 編集：鈴木寛、香園稔、成島一城、松谷正雄、吉川泰弘 ほか
- 記録：小貫綮子、伊沢章子、安倍伸子、浦島邦江、吉田清子、とうまひろ子、宮瀬淳子、林保代、沢田智恵子、武田和子、川村澪子、関根ヨシ子、和田宏子、大久保科子、大坂聡子、椎塚二三、山田信子、石川和枝、高橋千津子、浅附明子、山村晶子、藤波マリ、中野正子、紀志一子、市村京子、波多野かずえ ほか
- 擬斗：水原仗二、日尾孝司、山之内修、渡辺安章、伊達弘、西本良治郎 ほか
- 演技事務：末永和雄、阿部洋士
- 進行：深沢道尚、池之上雄一、古知屋正裕、佐久間正光、水谷和彦、大山勝利、市倉正男、河野正俊、末永和雄、斎藤正勝、原田良彦、早瀬主税、飯田康之、穂鷹克夫、沼尾和典、長橋勇、武居勝彦、黒木勝利、古内孝昌 ほか
- 効果：稲田充甫、原田千昭、阿部作二、東洋音響 ほか
- 装置：東和美術、紀和美建
- 衣裳：東京衣裳、○増株式会社 ほか
- 現像：東映化学
- 衣裳協力：代々木ベラ勝美 ほか
- 制作担当：吉村晴夫 ほか
- 制作協力：高場プロ (264，265，267，269，273 - 277，279，281話)
- 監督：鷹森立一、小沢茂弘、小林恒夫、竹本弘一、中川信夫、松浦健郎、島崎喜美男、井田探、伊賀山正光、加島昭、山田稔、原田雄一、山田達雄、島津昇一、田口勝彦、江崎実生、小山幹夫、小林義明、富田義治、内藤誠、佐伯孚治 ほか

エンディングテーマ
- 沢たまき『東京プレイ・マップ』 （作詞：伊藤アキラ　作曲・編曲：小谷充　ビクターレコード）
※64話(1970年6月22日放映)～ 82話(10月26日放映)で放映。

### DVDソフト化
- 東映ビデオでは2003年8月8日に、前掲の「放映リスト」に記された全287話から、16話を4枚組のDVDに収めた『プレイガール・プレミアム・コレクション・ボックス』（EAN 4988101102365）をリリース。2004年4月21日には、このボックスのDVD（1枚で4話分を収録）を、4枚シリーズの『プレイガール　Premium Collection』として発売している。

### ネット配信
- 東映オンデマンド（Amazon Prime Video）：2024年3月1日 - （1ヵ月10話毎追加）

## プレイガールQ
前作のプレイガール終了の翌週からすぐにスタートした続編。本作では私立探偵事務所として描かれており、たまきとミミ以外のメンバーは副業としている。たまき以外の前作のレギュラー女優はレギュラー・ゲスト問わず別人役としてキャスティングされている。全71話。
放送時間は本作より月曜21:00 - 21:55（1分縮小）、更に1975年10月からは21:00 - 21:54（更に1分縮小）に変更された（いずれも天気予報枠拡大のため）。
15%の視聴率を維持した前作に対し、開始直後から10%前後に低迷。歌手やモデルをレギュラーにしたことで撮影スケジュールも厳しくなり、開始2ヶ月後の1974年12月からは前作のレギュラーだった渡辺やよいの復帰や二班体制の撮影に変更など、お色気とアクションを強化するテコ入れを行った。
前作では平成期よりCSでの再放送やDVD化が行われたのに対し、本作では近年になって東映チャンネルでの再放送がやっと行われたものの、オープニング・エンディングフィルム以外のソフト化には恵まれなかったが、元号が令和に入った後、ベストフィールドより『プレイガールQ コレクターズDVD Vol.1』（第1話〜第24話の6枚組）が2024年1月10日、『プレイガールQ コレクターズDVD Vol.2』（第25話〜第48話の6枚組）が2024年2月14日、『プレイガールQ コレクターズDVD Vol.3』（第49話〜第71話の6枚組）が2024年4月10日に発売された。

### キャスト（役名）
- 沢村たまき：沢たまき
  - 通称オネエ。元国際秘密保険調査員のリーダー。自分以外の調査員全員がパリのインターポールへ旅立ったのと同時に任務が解かれ、約1ヵ月近くキャシーの水泳クラブに通うなど平凡に暮らしていたが、かつての恋人でリエ（演：進千賀子）の夫譲司（演：中丸忠雄）が関係する事件に、偶然巻き込まれていき、その死を目の当たりにして、探偵事務室プレイガールQを立ち上げ、室長兼リーダーとなる。最終話の冒頭、国際的なある事件の解決にロンドンの調査機関から依頼を受けてロンドンへ旅立つ。
- 中原晃子：中村晃子
  - 通称アッコ[注釈 8]。本職はカメラマンで自動車のA級ライセンスを所持している。推理マニアでもある。室長でリーダーのたまきが不在時、サブリーダーとして事件に立ち向かう。最終話、事件解決後、本職のカメラマンの方で賞を取ったのを理由にレナ、良々、美佐と共にパリへと旅立つ。
- キャシー：キャシー中島（第1話から第64話）
  - 本職は水泳クラブのコーチで記憶力抜群。
- ミミ：ミミ
  - 元スリ。たまきが設立した探偵事務室プレイガールQの室長秘書兼電話番として働いている。
- ルリ子：池島ルリ子（第1話から第16話・第28話・第35話）
  - 本職は大病院の看護婦でどんな死体にも驚かない。
- ミチ：東三千（第1話から第36話・第45話）
  - 関西出身の大学生で帰宅後銭湯の番台に座らさせている。第39話、叔父の孫作（演：曽我廼家一二三）の話によると「旅行に行って1ヶ月は戻らない」ということになっている。前作の東田みち子とは別人。
- 夏井レナ：夏樹レナ（第1話から登場で第3話から加入）
  - ミミの友人で元スリ。最終回、晃子の助手兼モデルとして良々、美佐と共にパリに旅立つ。前作の夏井レナとは別人。
- ミキ：麻生美紀（第3話から第41話・第45話）
- マモル：宇佐見マモル（第3話から第16話）
- ジュン：渚ジュン（第3話から第16話）
- 渡部やよい：渡辺やよい（第9話から加入）
  - 本職は芸者。異母違いの妹みゆき（演：藍とも子）が品田社長（演：小松方正）一味に殺害され、その仇をとったあと、正式にプレイガールQのメンバーに加入する。最終回、事件解決後、たまきからの手紙により千枝と共にロンドンへ旅立つ。前作の田辺やよいとは別人。
- 森野日記：森田日記（第11話から加入）
  - 本職は歌手で元スケバン。じゅんとミキの友人。ギターを背負ってオートバイを飛び回すのが得意。
- 良々：山本良々（やまもとらら）[17][注釈 9]（第35話から加入）
  - 通称ララ。元プロレスラー。レナと出会いメンバーに加入。最終回、晃子の助手兼モデルとしてレナ、美佐と共にパリに旅立つ。
- 大平美佐：大原美佐（第37話から加入）
  - 本職は婦人警官。最終回、晃子の助手兼モデルとしてレナ、良々と共にパリに旅立つ。
- マダム・エマニエル：五月みどり（第41話から加入）
  - その名の通り本職はクラブ・エマニエルのマダム。本名は五月目みどり。メンバー参加後はサブリーダー格となり、オネエに準じる存在となる。
- 大林千枝：小林千枝（第52話から加入）
  - 本職は美容体操クラブ（セックス・アップ体操）経営者兼講師[29]。プレイガールQ加入前は個人探偵。最終回、事件解決後、たまきからの手紙によりやよいと共にロンドンへ旅立つ。
- 藍原とも子：藍とも子（第55話から加入）
  - 鳥取県米子市出身。東京都内の大学で器械体操部に所属している学生。休暇で帰省のついでに高校時代所属していた器械体操部へ立ち寄ったところ同部の後輩から友人の中田すみ枝（演：大森不二香）が帰省していることを知り、同じ高校の同級生で大阪の中華料理店に勤務している西川三郎（演：菅野直行）が阪南木工社長殺人事件に巻き込まれていることをすみ枝から聞き、山陰旅行でたまたま米子駅で出会ったレナ、ニッキー、美佐とともに事件に協力し、首謀者で仙田興業社長の仙田（演：轟謙二）を東京から駆けつけた千枝らが倒し事件が解決した。その後、正式にプレイガールQのメンバーに加入する。

※OPクレジット順（原則メンバー全員役名なしで表記、例外として第46話〜第55話の間、五月みどりのみ役名ありで表記）
第1話〜第3話:オネエ→キャシー→ミミ→ルリ子→ミチ→アッコ
第4話〜第16話:オネエ→キャシー→ミミ→ミキ・マモル・レナ・ジュン→ルリ子→ミチ→アッコ
第17話〜第41話・第45話:オネエ→やよい→キャシー→ミミ→ミキ・レナ→ニッキー→ミチ→アッコ
第42話〜第44話:オネエ→やよい→キャシー→ミミ→ミキ・レナ→ニッキー→美佐・ララ→アッコ
第46話〜第55話:オネエ→やよい→キャシー→美佐→マダム→ニッキー・ミミ→レナ・ララ→アッコ
第56話〜第71話:オネエ→やよい→キャシー→美佐→ミミ→レナ→マダム→とも子→ララ→ニッキー→千枝→アッコ
※ED登場順（第56話よりEDテーマ曲変更、但し第57話は第55話までのEDテーマ曲使用）
第1話〜第16話:オネエ→アッコ→ミチ→キャシー→ミミ→ルリ子→ミミ→キャシー→ミチ→アッコ→オネエ
第17話〜第45話・第54話:アッコ→やよい→キャシー→ミミ→レナ→→→ミキ→ニッキー→ミチ→オネエ
第46話〜第53話・第55話・第57話:アッコ→やよい→キャシー→ミミ→レナ→→→ララ→ニッキー→美佐→マダム→オネエ
第56話・第58話〜第71話:オネエ→やよい→キャシー→美佐→ミミ→レナ→→マダム→とも子→ララ→ニッキー→千枝→アッコ

### スタッフ
- 製作：東京12チャンネル、東映
- プロデューサー：大久保忠幸、七條敬三（以上東映）、近藤伯雄（東京12チャンネル）
- 脚本：長谷川公之、押川国秋、山崎巌、露峰裕子、中山文夫、金子武郎、宮下教雄、松浦健郎、和久田正明、杉本容子、大川タケシ、牧岡恵子、池上金男、村尾昭、吉岡昭三、吉田進、沖守彦、大原清州、笠原良三、猪又憲吾
- 音楽：山下毅雄
- 撮影：林七郎、高梨昇、小林武治、山本矩雄、原秀夫、星島一郎、吉田重業
- 照明：酒井信雄、城田昌貞、銀屋謙蔵、川崎保之丞、戸塚和夫、吉岡伝吉
- 美術：川村晴通、阿部三郎、鳥井塚誠一
- 録音：北條照二
- 編集：吉川泰弘、菅野順吉
- 装置：協和美建
- 装飾：大晃商会、兼松スポーツ（第65話、第68話）
- 美粧：入江美粧
- 衣裳：東京衣裳
- 衣裳協力：ニットファッション ワールド（第6話から第14話、第16話から）
- 協力：三井グリーンランド（第7話）、全日空（第7話、第16話）、城山観光ホテル（第21話、第29話）、東亜国内航空（第21話、第29話、第63話、第67話）、日本交通公社（第21話）、日本高速フェリー＂さんふらわあ＂（第21話）、結婚式場大塚角萬（第24話）、JTB鹿児島（第42話）、秋保町（第29話）、ホテルニュー水戸屋（第42話）、秋保カントリークラブ（第42話）、宮城町観光協会（第47話）、作並温泉観光ホテル（第42話）、日本交通株式会社（第51話、第55話）、皆生グランドホテル（第51話、第55話）、レジャーランドおちあい（第51話）、米吾（第51話）、高井戸スイムクラブ（第53話）、ヒルゼン高原センター（第55話）、セントラルホテルフクオカ（第63話）、白馬乗鞍国際スキー場（第65話、第68話）、白馬アルプスホテル（第65話、第68話）、SKI-WEAR PHENIX（第65話、第68話）、サンスカイホテル（第67話）
- 記録：増田美代子、堀ヨシ子、早川公乃、吉沢幸子、中村郁子、浅田万里子（第33話から浅田マリ子名義）、安藤昌江、山田光枝、徳永絵里子、紀志一子、平田穂美、今村治子、熊野ひろ子、藤山久美子、伊藤溶子、水平富喜子、川村澪子
- 擬斗：伊達弘
- 助監督：宮本昌興、荒井俊昭、田村猛、小泉僴、長石多可男、高橋正治、中島芳人、坂下正尚、真川敏夫
- 進行主任（第1話から第5話）：小沢享昌、鈴木重敏
- 制作主任（第6話から第71話）：鈴木重敏、小迫進、水谷和彦、小沢享昌、大里俊博、大竹昭夫、飯田康之、林実、末永和雄、原田良彦、黒木勝利
- 現像：東映化学
- 演技事務：大橋四郎（第71話）
- 技術事務：穴井俊雄（第71話）
- 美術事務：鈴木博（第71話）
- 撮影事務：仲野隆允（第71話）
- 効果：稲田充甫（第71話）
- 振付：花柳寿栄蔵（第9話）、岡安美泉（第9話）、漆沢政子（第11話）
- 三味線：本條秀太郎（第9話）
- インド舞踊振付師：榊原帰逸（第58話）
- 監督：小山幹夫、齋藤武市、降旗康男、江崎実生、中川信夫、村山新治、折田至、原田雄一、井田探、山田稔、富田義治、島崎喜美男、竹本弘一、小西通雄

### 劇中歌
- 『銀座の恋の物語』（第56話） 歌：郷鍈治・中村晃子
- 『にがい涙』（第65話） 歌：ミミ・森田日記
- 『ハートのエースが出てこない』（第69話） 歌：小林千枝

### プレイガールQ 放映リスト

#### 1976年
- ※1975年7月21日～1975年8月11日は、プレイガール放送300回記念として以下の作品を再放送。
  - 1975年7月21日 - 「女番長対プレイガール」（『プレイガール』第203話、初回放送日1973年2月19日）
  - 1975年7月28日 - 「怪談 世にも凄まじい女」（『プレイガール』第219話、初回放送日1973年6月11日）
  - 1975年8月4日 - 「真夜中の腕くらべ」（『プレイガール』第220話、初回放送日1973年6月18日）
  - 1975年8月11日 - 「怪談 怨霊館の妖女」（『プレイガール』第71話、1970年8月10日）

- ※1976年3月8日～1976年3月22日は、「暴走! 青春シリーズ」として以下の作品を再放送。
  - 1976年3月8日 - 「高校生売春殺人事件」（『プレイガール』第277話、初回放送日1974年7月22日）
  - 1976年3月15日 - 「女子高校生番長 殺人事件」（『プレイガール』第225話、初回放送日1973年7月23日）
  - 1976年3月22日 - 「高校生芸者殺人事件」（『プレイガール』第208話、初回放送日1973年3月26日）

## プレイガール'92 嵐を呼ぶハイレグ軍団 黒真珠殺人事件
テレビ東京系列で1992年11月16日に単発特番として旧月曜・女のサスペンス枠（ただし、開始時刻は通常週より1時間繰り上げ）で放送された作品。片平にとっては、同系列で初めて主演した2時間サスペンスドラマでもあった。
本作では、人材派遣会社の裏稼業として事件を解決するという設定になっている。伊勢志摩ロケが行われ、水着シーンは中村・高野・青山が担当していた。

### キャスト
- 片平なぎさ（四条美樹）
- 鳥越マリ（橘友佳里）
- 中村綾（夏川マヤ）
- 高野敦子（糸井和絵）
- 青山知可子（北園愛）
- 沖田浩之、鈴木ヒロミツ、左とん平、梅宮辰夫、川地民夫、名和宏、宮内洋、睦五朗、大場順、鈴鹿景子 ほか
- 沢たまき（沢田たまき）

### スタッフ
- 脚本：猪又憲吾、露峰裕子
- 監督：小山幹夫
- 音楽：藤野浩一
- 技斗：岡田勝
- スタント&アクション：大野剣友会
- カースタント:武士レーシング
- 音響効果：原田サウンド
- 現像・テレシネ：東映化学
- ロケ協力：浜島町観光商工課、伊勢湾フェリー　ほか
- プロデュース:大野晴雄、大久保忠幸、吉村晴夫
- 製作：テレビ東京、東映

## 映画版
ドラマ版を原作としたリメイク作品として2003年4月に劇場公開された。

### スタッフ
- 企画 - 黒澤満、加藤貢
- プロデュース - 加藤和夫、横塚孝弘
- 監督 - 梶間俊一
- 脚本 - 柏原寛司
- 撮影 - 仙元誠三
- 照明 - 井上幸男
- 美術 - 山崎秀満
- 録音 - 高野泰雄
- 編集 - 只野信也
- 助監督 - 隅田靖
- 音楽 - 吉川清之
- 音楽プロデューサー - 石川光
- 音響効果 - 佐々木英世（東洋音響）
- アクション監督 - 西本良治郎
- 製作協力 - 東映東京撮影所
- 製作 - 東映ビデオ
- 配給 - 東映

### キャスト
- 相良遙：床嶋佳子
- 三輪かおる：佐藤江梨子
- 神津由美子：岡元夕紀子
- 森夏美：加藤明日美
- 篠原文：八幡えつこ
- 水木マリ：斉藤レイ
- 前島：春田純一
- 酒井一圭
- 涼平
- 大塚よしたか
- 大向美智子
- 香川警視：梅宮辰夫
- 沢木：沢たまき

### DVD
- プレイガール（2003年9月21日リリース、東映ビデオ）EAN 4988101104765

## プレイガール2012 連鎖誘拐殺人を暴け!熱くてエロくてヤバい女豹たち
東映チャンネルとファミリー劇場（いずれもCS放送局）による「ドラマクロスプロジェクト」の下で、東映が『特捜最前線2012』（かつてテレビ朝日で放送された刑事ドラマ『特捜最前線』のリメイク版）とともに制作。2012年10月20日（土曜日）の22:00 - 23:00にファミリー劇場で放送された。テレビドラマとしては、前述の「プレイガール'92」以来20年振りの復活であった。
なお、2012年12月には東映チャンネルで、当作品と『特捜最前線2012』のストーリーをつなぐスペシャルドラマ『特捜最前線×プレイガール2012』が放送。2013年5月21日には、東映ビデオが、当作品を含む「ドラマクロスプロジェクト」全作品のDVDを発売した。

### キャスト
- 七瀬凛（リン）：杉本有美
- 甲斐火那子（ヒナ）：長澤奈央
- 宍戸麗美（ドレミ）：小沢真珠
- 雪見桜子（桜姉ェ）：伊藤かずえ

以上はプレイガールのメンバー。役柄上の設定は「パリに本部を構える国際的な保険調査機構に所属するシークレット・エージェント」である。
- 溝口結衣：黒川智花
- 城戸一真：阿部進之介
- 中山拓穂：桜田通
- 田代博毅：虎牙光揮
- 袴田健作：神保悟志
- 矢部アツシ：斉藤秀翼

### スタッフ
- プロデューサー：和佐野健一
- 脚本：宮下隼一
- 音楽：安川午朗
- 監督：田﨑竜太
- 衣装デザイン：竹田団吾
- 制作: 東映
- 協力: ファミリー劇場
- 製作：「特捜最前線×プレイガール」製作委員会（東映チャンネル、東映ビデオ、東北新社）

### DVD
- プレイガール2012 ― 連鎖誘拐殺人を暴け! 熱くてエロくてヤバい女豹たち（2013年5月21日リリース、東映ビデオ）EAN 4988101169504

## 放送局

### ネット局
- 東京12チャンネル（当時）… 制作局
- 北海道放送 … 土曜23:30 - 翌0:24（1974年9月当時[30]。後に北海道文化放送に移行する予定だったが譲渡を拒否[31]）
- 青森テレビ … 月曜23:30から放送していた[32]。
- テレビ岩手
- 秋田テレビ … 金曜23:20 - 翌0:14（『プレイガールQ』、1975年12月当時）[33]
- 山形テレビ … 月曜23:15 - 翌0:09（1974年9月当時）[34]
- 仙台放送 … 日曜22:30 - 23:24（1974年9月当時）[35] → 水曜23:20 - 翌0:14（『プレイガールQ』、1975年12月当時）[36]
- 福島テレビ … 『プレイガール』は、1972年10月から1974年3月まで、月曜 23:00 - 0:00に放送[37]。『プレイガールQ』は、1975年4月より、火曜 23:00 - 0:00に放送[38]。
- テレビ山梨 … 水曜23:30 - 翌0:24（1974年9月当時）[39]
- テレビ静岡 … 1979年頃、金曜日0:50から再放送を行なっていた。
- 新潟放送 … 火曜23:30 - 翌0:24（『プレイガールQ』、1977年1月当時）[40]
- 長野放送 … 水曜23:20 - 翌0:14（『プレイガール』、1974年6月当時）[41] → 土曜（金曜深夜）0:10 - 1:04（『プレイガールQ』、1975年12月当時、約1年遅れ）[42]
- 富山テレビ … 水曜23:20 - 翌0:14（1974年9月当時）[43]
- 石川テレビ … 金曜23:20 - 翌0:14（1974年9月当時）[43]
- 福井テレビ … 金曜23:50 - 翌0:44（1974年9月当時）[43]
- 中京テレビ … 日本テレビ系列とNETテレビ系列の変則クロスネット時代は火曜21:00から放送、1973年4月以降は金曜22:00から放送していた[注釈 17]。
- 毎日放送[注釈 18] … 1975年3月24日までは同時ネット。同年4月1日からは火曜22:00から1日遅れでネット[44]。
- 山陰放送 … 水曜23:30 - 0:25（1973年7月当時）[45] → 土曜16:00 - 16:54（1974年9月当時）[46]
- 山陽放送（当時の放送免許エリアは岡山県のみ）… 木曜（水曜深夜）0:30 - 1:24（1977年1月当時）[47]
- 西日本放送（当時の放送免許エリアは香川県のみ）
- 広島ホームテレビ … 『プレイガール』を月曜 - 金曜16:05から集中放送。
- テレビ新広島 … 『プレイガールQ』を日曜12:00 - 12:54（1975年10月当時）[48] → 日曜（土曜深夜）0:15 - 1:09（1976年10月当時）[49]各枠で放送。
- テレビ山口 … 月曜23:35 - 翌0:31（1974年3月まで）[50]
- テレビ愛媛 … 土曜23:45 - 翌0:39（1974年6月当時）[51] → 金曜23:25 - 翌0:20（1974年9月当時）[52]
- テレビ高知 … 火曜（月曜深夜）0:00 - 0:54（『プレイガール』→『プレイガールQ』）[53]
- RKB毎日放送 … 火曜23:43 - 翌0:36。ほぼ1週遅れ（1974年8月当時）[注釈 19][54]
- テレビ熊本 … 日曜23:45 - 翌0:39（『プレイガール』、1974年6月当時）[55] → 土曜（金曜深夜）0:25 - 1:19（『プレイガールQ』、1975年12月当時）[56]
- 琉球放送 … 日曜23:50 - 0:45（1973年7月当時）[57]

ほか

### 再放送

#### 『プレイガール』
- ファミリー劇場：10話セレクションとして再放送の実績あり[58]。
- 東映チャンネル
  - 東映チャンネルでは2017年2月23日から2021年12月16日まで全287話（途中中断あり）を放送[59][60]。

#### 『プレイガールQ』
- 東映チャンネル
  - 過去に第1話と最終話のみが放送された実績があるが、2023年6月1日から2024年2月1日まで全71話を放送。また、4KネガスキャンHDリマスター版による放送開始に伴い、2023年6月1日・4日（第1話のみ）・8日、第1話と第2話を無料放送[61][62]。